# Sphodromantis werneri
Sphodromantis werneri é uma espécie de louva-a-deus da família dos Mantidae, sendo encontrados na África.